# Patriottentijd

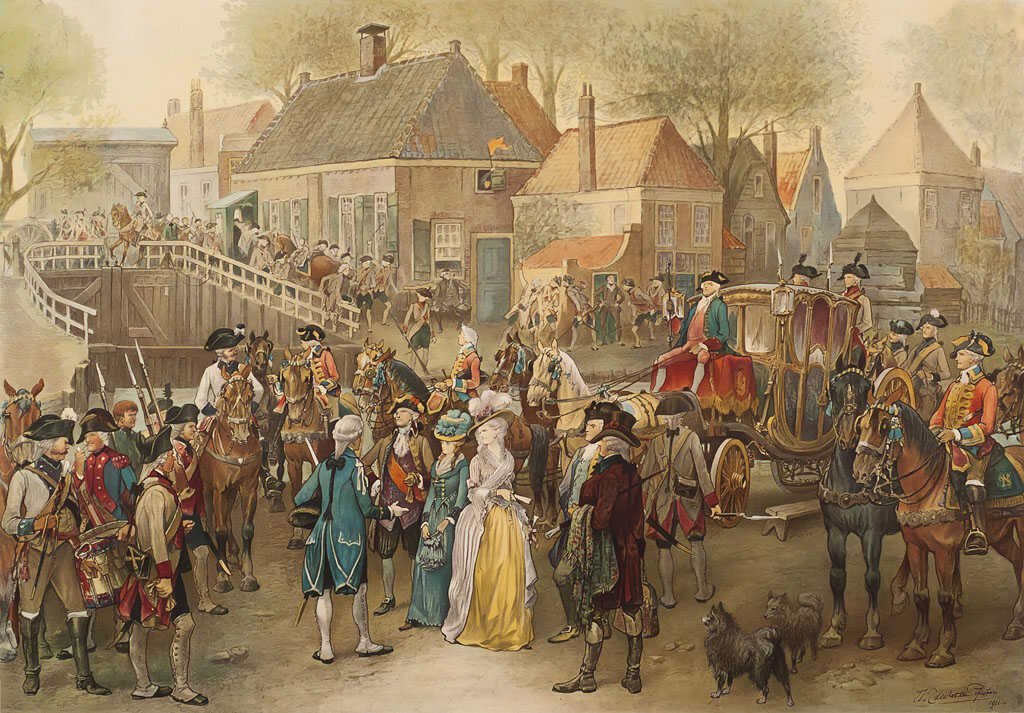
Arresto de Federica Guillermina de Prusia por los patriotas.

Patriottentijd ("tiempo de los patriotas" en lengua neerlandesa) es la denominación historiográfica de un periodo de inestabilidad política en las Provincias Unidas de los Países Bajos ente 1780 y 1787 aproximadamente. El término deriva de la denominación Patriotten ("patriotas") que se daba a la facción opuesta a los Orangisten ("orangistas", partidarios del estatúder Guillermo V de Orange-Nassau). En 1781 uno de los líderes de los patriotas, Joan Derk van der Capellen tot den Pol, influenciado por reformistas y disidentes ingleses y escoceses (Richard Price, Joseph Priestley, Andrew Fletcher of Saltoun), publicó anónimamente el panfleto Aan het Volk van Nederland ("Al pueblo de Holanda"), en el que abogaba por la formación de milicias cívicas siguiendo el modelo suizo, escocés y estadounidense, con el propósito de restaurar el régimen republicano.
Tales milicias se fueron formando en muchas localidades, junto con clubes políticos "patriotas", constituyendo el núcleo del movimiento patriota. Desde 1785 fueron ganando poder cada vez un número mayor de ciudades, en las que reemplazaron al antiguo sistema de cooptación de los regenten por un sistema de representantes democráticamente elegidos. A su vez, eso les permitió reemplazar a los representantes que enviaban esas ciudades, consiguiendo que los patriotas se convirtieran en mayoritarios en los Estados provinciales de Holanda, Groninga y Utrecht; y por tanto en los Estados Generales. Esto consiguió restringir los poderes del estatúder, al privarle del mando de una gran parte del Staatse leger (el ejército de los Países Bajos).
Se produjo una guerra civil de baja intensidad que terminó en una situación de empate militar, hasta que entre septiembre y octubre de 1787 los patriotas fueron derrotados por la invasión prusiana de Holanda, obligando a muchos de ellos a exiliarse.

## Antecedentes

### Etimología

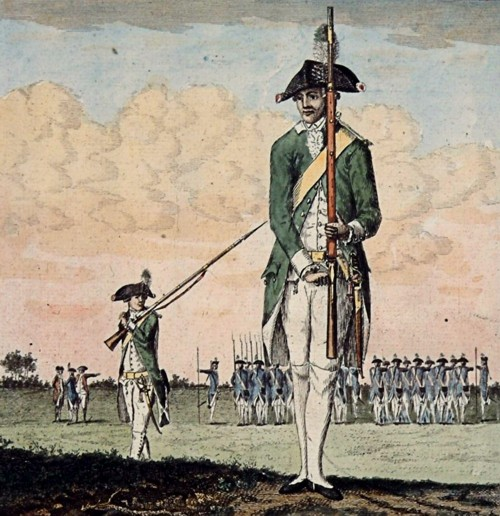
Genootschap "De Vrijheid" de Dordrecht.

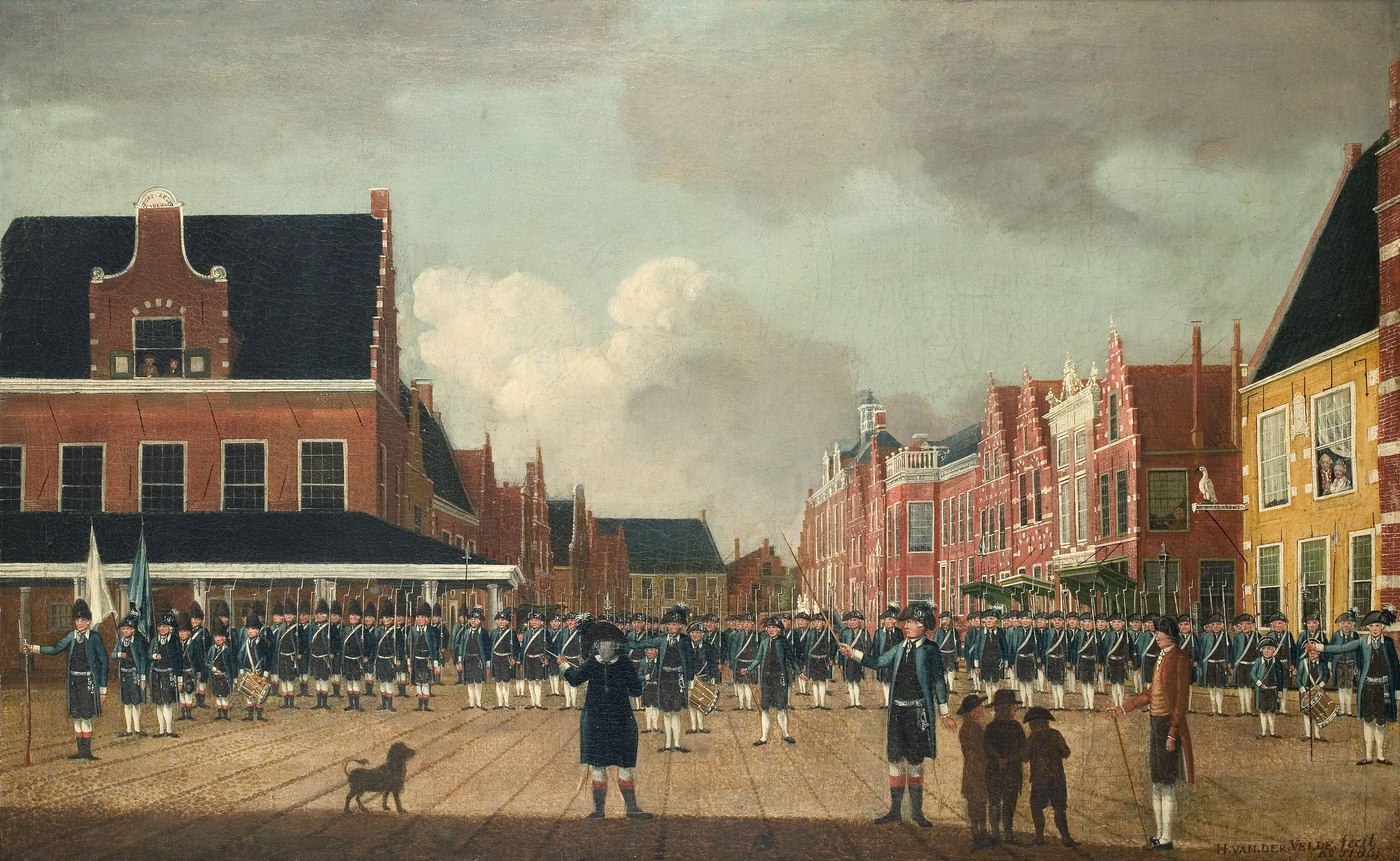
La milicia cívica (exercitiegenootschap) de Sneek, reunida en la plaza del mercado en 1786.

El término Patriotten (del griego πατριώτης, "compatriota") se había utilizado para denominar a un grupo político del siglo XVII por Andries Bicker y la facción Loevenstein, pero cuando Francia invadió Holanda en 1747 (en el contexto internacional de la guerra de sucesión austríaca e interno de la revolución orangista), los "patriotas" demandaron la vuelta del estatúder Orange, que puso fin al segundo periodo sin estatúder. A partir de 1756, no obstante, los de la facción o partido pro-Estados (regenten) de nuevo volvieron a llamarse a sí mismos "patriotas". El partido orangista intentó reapropiarse del término, pero se vio forzado a una posición defensiva, lo que quedó evidenciado cuando redenominó a una de sus revistas semanales De Ouderwetse Nederlandsche Patriot ("El patriota holandés a la antigua moda"). "Patriotismo" se convirtió en un sinónimo de "anti-orangismo".
Los patriotas podían dividirse en dos grupos separados: aristócratas y demócratas. Los patriotas aristócratas (también llamados  oudpatriotten -"patriotas viejos"-), inicialmente el grupo más fuerte, se podían considerar como regenten en la oposición, que o bien buscaban entrar en las facciones en el poder, o bien intentaban realizar el ideal loevensteniano de una república sin los Orange; provenían del partido pro-Estados. Los patriotas demócratas surgieron posteriormente, y consistían principalmente en miembros de la burguesía que no ostentaban cargos de regenten y buscaban democratizar la República.
Finalmente, el término Patriottentijd no se usó en la época, sino que es una creación historiográfica del siglo XIX, comparable a las expresiones utilizadas para designar al Eerste Stadhouderloze Tijdperk ("primer periodo sin estatúder"), al Tweede Stadhouderloze Tijdperk ("segundo periodo sin estatúder") y a la Fransche Tijd ("era francesa", que es como también se denomina a la República Bátava, el Reino de Holanda y el periodo del Primer Imperio francés, 1795–1813). El historiador Herman Theodoor Colenbrander usó the término para titular una de sus principales obras: De patriottentijd: hoofdzakelijk naar buitenlandsche bescheiden (The Hague, 1897). El término se solía usar de forma peyorativa, pero con el tiempo ha adquirido una connotación más positiva.

### Decadencia percibida
Tras la Edad de Oro holandesa de los dos primeros tercios del siglo XVII, la economía neerlandesa entró en un periodo de estancamiento o declive relativo. El tamaño absoluto del producto nacional bruto se mantuvo, pero la posición de la economía en el contexto internacional fue sobrepasada por otros países europeos en el siglo XVIII. Además, en ciertos sectores económicos como la pesca y las industrias florecientes a comienzos del siglo XVII se produjo un descenso en términos absolutos. La desindustrialización llevó a la desurbanización, desplazando a los artesanos que perdían su trabajo a zonas donde pudieran encontrarlo. La base industrial en reducción se concentró en determinadas zonas en perjuicio de otras en las que antes la industria textil o la construcción naval había sido importante. A lo largo del siglo XVIII el tamaño de la población permaneció con poca variación en torno a 1.9 millones de habitantes, lo que contrastaba con el crecimiento demográfico del resto de Europa. La renta per capita también permaneció estancada. En cambio la desigualdad económica interna aumentó considerablemente: un pequeño grupo de rentiers incrementó su riqueza y control de la economía, con un peso cada vez mayor de los servicios, dominados por el comercio y la banca. Hubo devastadores efectos en la movilidad social, que predominantemente pasó a ser descendente, hacia los estratos más bajos de la sociedad neerlandesa. Incluso los que se mantuvieron en las clases alta y media se vieron afectados por la percepción del declive económico.
El declive económico se trasladó a la esfera política a partir del tratado de Utrecht (1713), que obligó al gobierno a constreñir el gasto en una política de austeridad como consecuencia del penoso estado de las finanzas públicas. Tanto el ejército (formado por mercenarios) como la marina se redujeron en el periodo siguiente, impidiendo a los Países Bajos mantener sus pretensiones de ser una potencia militar considerable, con las consecuencias diplomáticas que ello conllevaba. Quedó claro que su papel en el equilibrio europeo había pasado a ser subalterno de Francia, Prusia e Inglaterra. Este declive de la influencia exterior intensificó la percepción de la decadencia.

### Creciente desafección con el sistema político

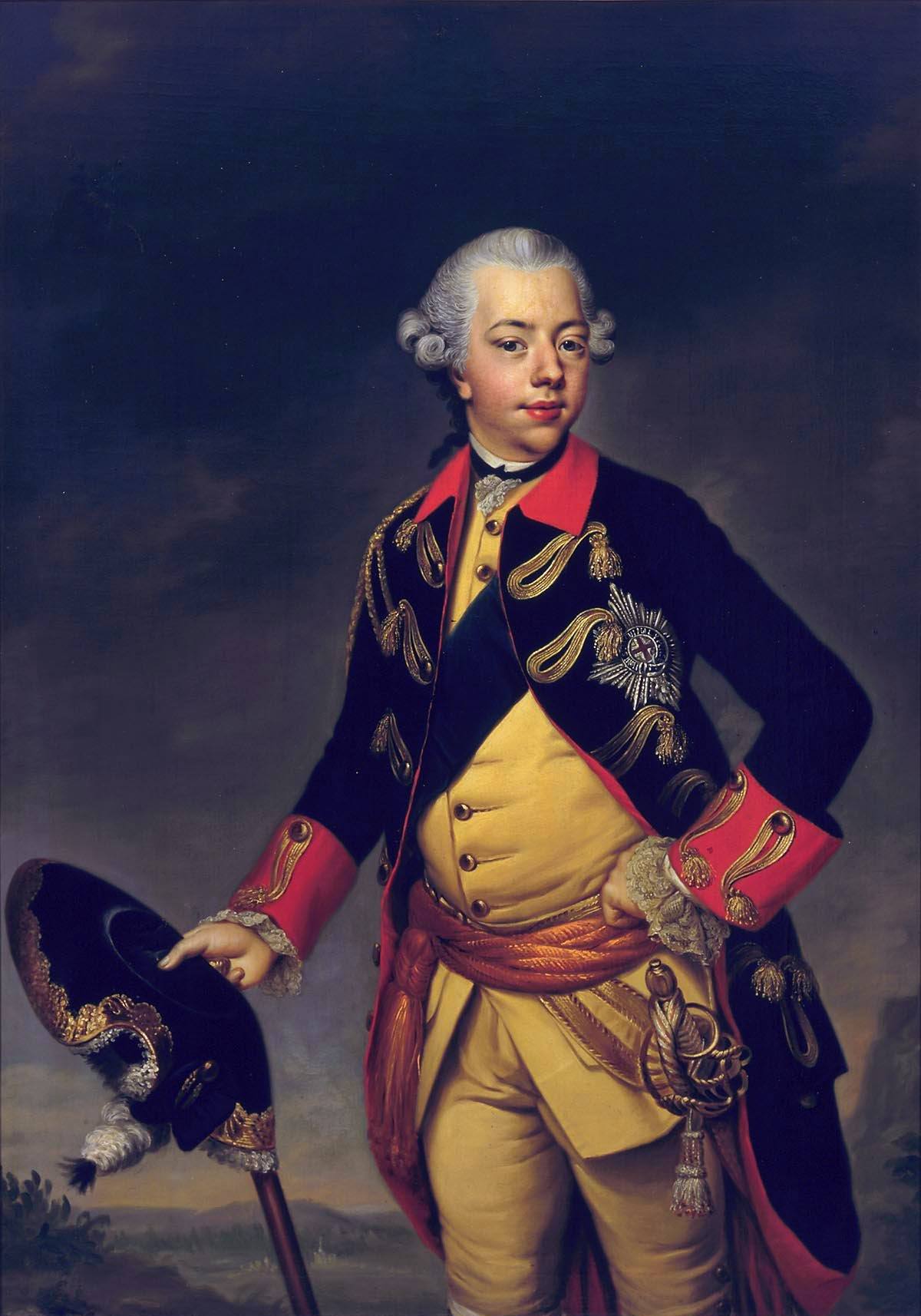
Retrato de Guillermo V, ca. 1768–1769.

La percepción del declive económico y diplomático fue pareja con la creciente desafección de las clases medias con el sistema de la República neerlandesa. La "constitución" de los Países Bajos definía el sistema político como una confederación de provincias soberanas con un carácter republicano. Formalmente, el poder se suponía que emanaba de abajo arriba, desde los gobiernos locales (los de las ciudades que poseían stadsrechten -"derechos de ciudad", "fueros"-, mientras que en áreas rurales residía en la aristocracia) hacia los Estados provinciales y por última hasta los Estados Generales. Los gobiernos locales, aunque teóricamente representaran al "pueblo" según la ideología dominante, de hecho habían convertido en oligarquías ejercidas por unas pocas familias que, aunque en las ciudades no eran formalmente parte de la nobleza, eran consideradas "patricias" en el sentido clásico. Los miembros de la clase regenten se cooptaban unas a otras en el vroedschap (consejo de la ciudad), que elegía a los magistrados y enviaba delegados a los Estados provinciales y Generales. A esta situación se había llegado gradualmente, ya que en la Edad Media las corporaciones (como las guildas y las schutterijen -guardias cívicas-) tenían un poder nominal sobre el vroedschappen, otorgando al menos algún poder político a los miembros de la clase media (aunque considerar tal sistema como "democrático" sea exagerado).
La concentración de poder en una oligarquía cada vez más cerrada frustraba a la clase media, que veía bloqueadas sus oportunidades para el ascenso social y político, y también porque el patronaje político (clientelismo político caciquismo o spoils system) concentraba en manos de los oligarcas el acceso a cualquier cargo público, incluso a los de menos nivel, con los que favorecían a sus aliados políticos. Aunque los cargos eran frecuentemente venales y objeto de venta, este hecho era irónicamente menos ofensivo de que tales cargos no estuvieran disponibles en igualdad de oportunidades para todos. Abrir el sistema político a la clase media había sido uno de los objetivos de reformistas políticos como los denominados Doelisten, quienes en 1747 ayudaron a llegar al cargo al estatúder de Frisia Guillermo IV de Orange-Nassau al cargo de estatúder de todas las siete provincias, sobre una base hereditaria, con poderes muy extendidos, con la esperanza de que los usaría para promover la influencia política de los llamados "demócratas". Tal esperanza fue en vano, y quedó completamente frustrada con su muerte en 1751, siendo sucedido por su hijo Guillermo V, de solo tres años de edad. La regencia fue primeramente ejercida por la viuda, Ana de Hannover, hasta su muerte en 1759, y de facto por el duque Luis Ernesto de Brunswick-Lüneburg, que no mostró ningún interés en emprender experimentos democráticos. El duque Luis retendría una tutela virtual incluso cuando el joven príncipe llegara a la mayoría de edad, según el Acte van Consulentschap ("acta de consultoría"). Mientras tanto, los poderes expandidos del estatúder consistían principalmente en su derecho de nombrar o al menos aprobar el nombramiento de los magistrados de nivel provincial y local, que se incluían en las regeringsreglementen ("regulaciones de gobierno") adoptadas por la mayor parte de las provincias en 1747. Los nuevos poderes del estatúder le permitían anular las elecciones de los vroedschappen locales si los resultados no se adecuaban a sus deseos, lo que le proporcionó el control de las relaciones patrón-cliente a nivel local, asegurándose influencia sobre los regenten que accedieran al cargo hasta 1766 (mayoría de edad de Guillermo V). Así pues, los regenten del partido de los Estados que habían controlado el gobierno durante el segundo periodo sin estatúder fueron reemplazados por hombres del partido orangista, que eran ideológicamente opuestos a la influencia popular, cerrando la puerta a los experimentos democráticos. Aunque los "demócratas" formaban parte del campo orangista en 1747, pronto pasaron a buscar una alianza de conveniencia con los regenten del partido de los Estados, ahora fuera del poder.

### Impacto de la independencia de Estados Unidos
La Declaración de independencia de Estados Unidos no suscitó un entusiasmo generalizado cuando llegó a conocimiento de la opinión neerlandesa en agosto de 1776. El estatúder escribió al greffier de los Estados Generales, Hendrik Fagel, que ese acto solo era "... la parodia de la proclamación que nuestros antepasados hicieron contra el rey Felipe II". Pero otros no se burlaban tanto. Los comerciantes neerlandeses, especialmente los de la cámara de Ámsterdam de la moribunda Compañía Neerlandesa de las Indias Occidentales (WIC), llevaban mucho tiempo irritados por las restricciones que las Actas de Navegación británicas imponían al comercio directo con las Trece Colonias. La guerra de Independencia de Estados Unidos abrió nuevas perspectivas a un comercio sin restricciones, aunque de momento se limitó a la ruta de contrabando a través del puerto libre de la colonia de Sint Eustatius de la propia WIC, que enseguida se convirtió en un importante puerto de exportación de suministro de armas holandesas a los rebeldes americanos. Los regenten de Ámsterdam estaban particularmente interesados en abrir negociaciones para el comercio formal con el Segundo Congreso Continental; pensionarios de varias ciudades mercantiles (como Engelbert François van Berckel de Ámsterdam y Cornelis de Gijselaar de Dordrecht) se embarcaron en diplomacia secreta a espaldas del estatúder y los Estados Generales. En 1778 el embajador francés en los Países Bajos, Vauguyon, estableció contactos con el embajador estadounidense en Francia, Benjamin Franklin. Con el tiempo, esos contactos condujeron al envío de John Adams como emisario estadounidense ante los Países Bajos. En 1778 hubo también negociaciones secretas entre el banquero de Ámsterdam Jean de Neufville y el agente estadounidense en Aachen, William Lee. Entre los dos concluyeron un acuerdo secreto para un tratado de amistad y comercio entre las dos repúblicas, lo que fue descubierto por los británicos cuando interceptaron a Henry Laurens en el mar. Ese hecho, junto con otros, como las acciones desde territorio neerlandés del corsario estadounidense John Paul Jones y la planeada incorporación de los Países Bajos a la Primera Liga de Neutralidad Armada, sirvieron como casus belli para que el Reino Unido declarara la guerra a las Provincias Unidas en diciembre de 1780 (cuarta guerra anglo-neerlandesa).
La guerra fue desastrosa para los Países Bajos, a pesar de que su flota había sido aumentada apreciablmente en los años anteriores, pero fue infrautilizada bajo el mando supremo del estatúder como almirante-general. Varios barcos de guerra neerlandeses (que aún no conocían que las hostilidades habían sido declaradas) fueron sorprendidos por los de la Royal Navy que navegaban bajo falsa bandera (según refirieron los neerlandeses), lo que les permitió acercarse, alzar sus banderas verdaderas y abrir fuego. Los barcos neerlandeses se rindieron tras disparar una única andanada de cañonazos "para salvar el honor". En esta acción se perdió una escuadra completa. Los británicos bloquearon la costa neerlandesa, sin que la flota neerlandesa les presentara mucha oposición. El mayor enfrentamiento fue la Batalla del Banco Dogger (1781), entre una escuadra neerlandesa dirigida por el contraalmirante Johan Zoutman y una británica dirigida por el vicealmirante Sir Hyde Parker, que terminó en tablas, aunque con toda la flota neerlandesa protegida en puerto debido a su "falta de preparación", según sus propios comandantes. Esta falta de actividad causó gran descontento entre los armadores, que solicitaban la protección de sus convoyes frente a los británicos, así como en toda la población, que (tras una breve oleada de euroria debido a la explotación propagandística de lo que se presentó como heroicidades de Zoutman) se sentía humillada por lo que muchos veían como "cobardía", culpando generalmente al estatúder.

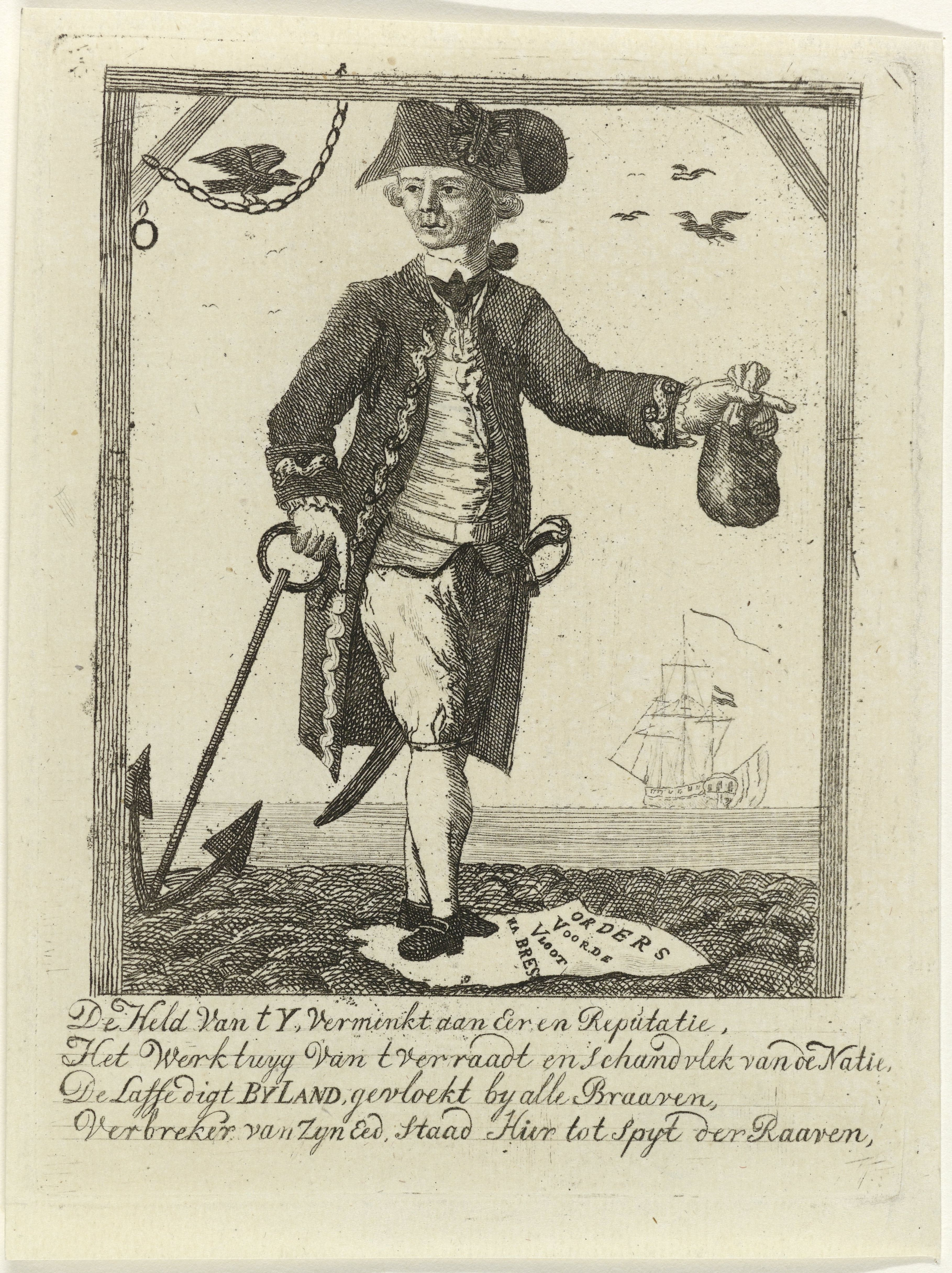
Dibujo satírico del almirante Lodewijk van Bylandt pisoteando las órdenes de la expedición a Brest mientras se agarra a un ancla con la mano derecha (que señala hacia el suelo) y sostiene una bolsa con la mano izquierda (que señala hacia otra parte). Octubre de 1782.

El descontento creció tras el acuerdo de los Estados Generales con Francia (en 1782) sobre un "concierto" o alianza naval que debería llevar a planificar acciones conjuntas contra Gran Bretaña. Para ello en 1783 se debía enviar una flota neerlandesa de diez navíos de línea al puerto de Brest para unirse a la flota francesa. Sin embargo, la orden directa de zarpar fue desobedecida por el mando naval neerlandés con la excusa de "falta de preparación", y algunos oficiales, como el vicealmirante Lodewijk van Bylandt, que iba a liderar la expedición, hicieron saber que no deseaban cooperar con los franceses. Esto causó un escándalo (el llamado Brest Affair) que llevó a Pieter Paulus, fiscal del Almirantazgo de Róterdam, a abrir una investigación que no concluyó en acusación. No obstante, quedó dañada ante la opinión pública la reputación de la marina neerlandesa y del estatúder como su comandante en jefe, lo que socavaba al régimen.
La equivalencia entre la declaración de independencia de los Estados Unidos y la proclamación de 1581 no solo fue notada por el estatúder; y muchos otros vieron analogías entre ambos movimientos (la revolución de las Trece Colonias y la guerra de los Ochenta Años), suscitando una amplia simpatía hacia los revolucionarios americanos en la opinión pública neerlandesa. Cuando, en 1780, John Adams llegó desde París buscando financiación, aunque se encontró con resistencias en la élite neerlandesa, contaba con una larga lista de contactos que detalló en una carta a Robert Livingstone, secretario de asuntos exteriores de Estados Unidos (4 de septiembre de 1782). En ella menciona a Hendrik Calkoen, un abogado de Ámsterdam muy interesado en la causa americana y que también comparaba ambos procesos de independencia, quien le planteó treinta preguntas que Adams contestó en varias cartas, posteriormente incluidas en un influyente panfleto. También menciona a la familia Luzac, que publicaba la Gazette de Leyde, un influyente revista a través de la cual Jean Luzac apoyaba la causa estadounidense dando publicidad a su debate constitucional. La Gazette fue el primer periódico europeo en publicar una traducción de la Constitución de Massachusetts, cuya autoría se atribuye principalmente a Adams, el 3 de octubre de 1780. En ese contexto Adams menciona también a Antoine Marie Cerisier y a su periódico (Le Politique hollandais). Otro propagandista de la causa, que extraía inferencias para la situación política neerlandesa, era Joan Derk van der Capellen tot den Pol, un noble de Overijssel de opiniones poco convencionales para su estamento, y que había traducido la Declaración de Independencia y otros documentos constitucionales estadounidenses al holandés.
A causa de estas actividades propagandísticas, las causas "americana" y "holandesa" aparecían identificadas en la opinión pública como modelos de "fraternidad republicana". El propio Adams insistió en ello en el Memorial que presentó a los Estados Generales para obtener la aceptación de sus credenciales como embajador el 19 de abril de 1781: 

Si hubiera alguna vez entre naciones una alianza natural, sería la formada entre las dos repúblicas... Los orígenes de las dos Repúblicas son tan parecidos que la historia de la una parece ser una trnascripción de la otra; tanto que todo neerlandés instruido en la materia debe considerar la revolución americana justa y necesaria o censurar las más grandes acciones de sus inmortales ancestros; una acción que ha sido aprobada y aplaudida por la humanidad y justificada por la decisión de los cielos...

Aunque inicialmente la audiencia a la que se dirigía fue escéptica ante el Memorial, en otros círculose el documento causó una gran impresión.

## La revuelta patriota

### El panfleto "Al pueblo de los Países Bajos"

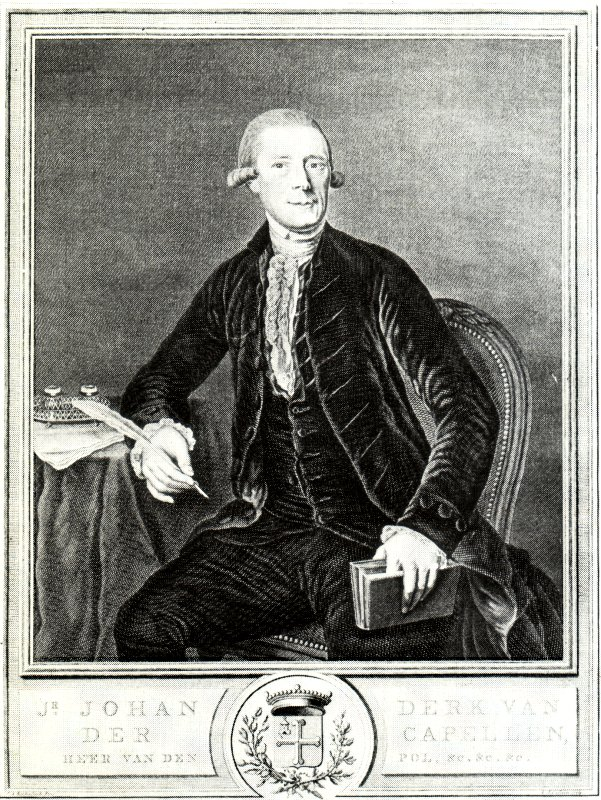
Retrato de Joan van der Capellen tot den Pol

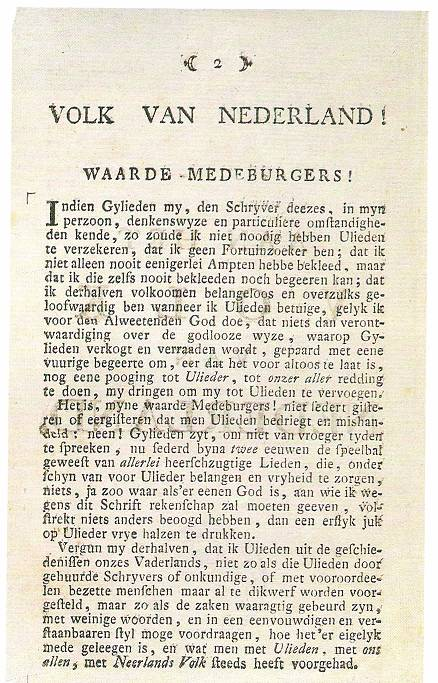
La primera página de Aan het Volk van Nederland.

En la noche del 25 al 26 de septiembre de 1781 se distribuyó en varias ciudades un panfleto anónimo con el título Aan het Volk van Nederland ("Al Pueblo de los Países Bajos"). Posteriormente se descubrió que había sido escrito por uno de los amigos de Adam, Joan Derk van der Capellen tot den Pol, y que su exitosa distribución había sido organizada por François Adriaan van der Kemp. Aunque el panfleto fue inmediatamente acusado de sedicioso y prohibido por las autoridades, disfrutó de una amplia circulación.
"Sedicioso" lo era ciertamente, dado que repetidamente exhortaba a los burgueses de los Países Bajos a armarse a sí mismos y tomar los asuntos públicos en sus propias manos. Como era usual en la época, contenía una visión romantizada de la historia de los Países Bajos, que retrotraía a sus ancestros míticos, los Bataven ("bátavos"), y presentaba hechos de la historia medieval y moderna desde una perspectiva decididamente contraria a los estatúder, enfatizando que las gentes del pueblo y no los nobles ni los regenten eran "los verdaderos propietarios, los señores y dueños del país". El autor comparaba al país con una gran compañía, como la de la de las Indias Orientales (VOC), en que los administradores sirven a los accionistas. 

... Los grandes que os gobiernan, el príncipe o quien quiera que tenga cualquier autoridad en este país, solo lo tiene en vuestro beneficio. Toda su autoridad deriva de vosotros... Todos los hombres nacen libres. Por naturaleza, nadie tiene ninguna autoridad sobre ningún otro. Algunos pueden haber sido dotados de un mejor entendimiento, un cuerpo más fuerte o mayor salud que otros, pero eso no da el más mínimo derecho al más sensato, fuerte o rico para gobernar al menos sensato, al más débil o al más pobre.. En estas compañías, usualmente llamadas sociedades civiles, pueblos o naciones, los miembros o participantes se comprometen a promover la felicidad de los demás tanto como puedan, protegerse unos a otros con unidas fuerzas y a mantener a cada uno en el disfrute ininterrumpido de toda propiedad, posesión y todo derecho legalmente heredado y adquirido...

Continúa con una diatriba contra el estatúder: 

... No hay libertad y ninguna libertad puede existir en un país donde una sola persona tiene mando hereditario sobre un gran ejército, nombra y depone a los regentes del país y les mantiene en su poder y bajo su influencia, vende todos los cargos y, por su influencia en el nombramiento de profesores, controla las materias que se enseñan a la juventud en las universidades, donde el pueblo se mantiene ignorante, donde el pueblo está desarmado y no tiene nada en el mundo...

Y más adelante:

... Cualquier cosa que se intente en este tiempo para salvar nuestra casi irremediablemente pérdida patria será en vano y tú, oh, pueblo de los Países Bajos, permaneces como un espectador pasivo más tiempo. Así pues ¡Haz esto! reuníos todos y cada uno en vuestras ciudades y en los pueblos del país. Reuníos pacíficamente y elegid entre vosotros un número moderado de hombres buenos, virtuosos, piadosos... Enviadlos como vuestros comisionados a los lugares de reunión de los Estados de vuestras Provincias y ordenadles... hacer, junto con los Estados... una investigación precisa de las razones para la extrema lentitud y debilidad con la que se está abordando la protección de este país contra un enemigo formidable y especialmente activo... Que vuestros comisionados os informen pública y abiertamente sobre sus acciones de tiempo en tiempo mediante la prensa... Armaos, todos vosotros, y elegid vosotros mismos a quienes os comanden. Actuad con calma y modestia en todas las cosas (como el pueblo de América, donde ni una gota de sangre se ha vertido antes de que los ingleses les atacaran en primer lugar)...

Estos temas: la primacía del pueblo, del que los políticos son servidores; la necesidad de armar al pueblo en unidades que elijan sus propios oficiales; la elección de comisionados para investigar irregularidades del gobierno, como una fuente paralela de poder junto a las instituciones existentes; la necesidad de proteger la libertad de prensa; serían repetidos una y otra vez en otros panfletos patriotas en los años siguientes. Pero estas ideas estaban enraizadas en una particular perspectiva de la historia holandés, no en ideas filosóficas abstractas sacadas de la Ilustración francesa. Fue una mezlca de nuevas y viejas ideas y actitudes ante la constitución de los Países Bajos. Pero esta mezcla divergió en dos líneas distintas en el curso de los siguientes años, hasta que llevaran a una ruptura ideológica ente los patriotas "aristocráticos" y los patriotas "democráticos".

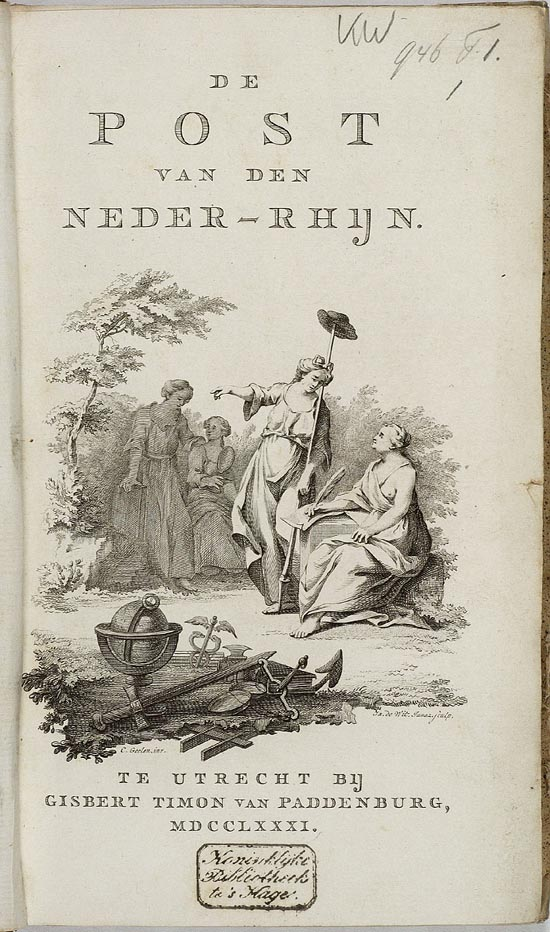
De Post van den Neder-Rhijn.

Por supuesto, Aan het Volk van Nederland solo era uno de los muchos panfletos, tanto orangistas como patriotas, que se publicaron durante el Patriottentijd.